# Гребенщик четырёхтычинковый
Гребенщик четырёхтычинковый (лат. Tamarix tetrandra) — вид деревянистых растений рода Гребенщик (Tamarix) семейства Тамарисковые (Tamaricaceae).

## Описание
Кустарник или дерево до 6 м высотой. Кора тёмно-бурая или чёрная; молодые ветви тёмно-пурпуровые. Листья яйцевидно-ланцетные или ланцетные, острые, к основанию суженные, килеватые, по краю узко плёнчатые, прижатые, полустеблеобъемлющие, не влагалищные, изумрудно-зелёные, 1,5—2 мм длиной, 0,5 мм шириной.
Цветочные кисти боковые, одиночные, 2—7 см длиной и 3—8 мм шириной. Прицветники травянистые, треугольно-ланцетные или ланцетные, острые, с плёнчатой верхушкой, длиннее цветоножек, 0,5—2 мм длиной. Цветки четырёхчленные, ароматные. Чашелистики яйцевидно-продолговатые, островатые, на ⅓ короче лепестков, 1—1,5 мм длиной. Лепестки розовые, реже белые, эллиптические, продолговатые, 2—3 мм длиной. Тычинок 4 (редко 5—6), нити в основании расширены, прикреплены между лопастями диска; пыльники яйцевидные или стреловидные, остроконечные. Пестик бутылковидный с отклонёнными столбиками. Плод — коробочка, в 3—4 раза превышает чашечку.

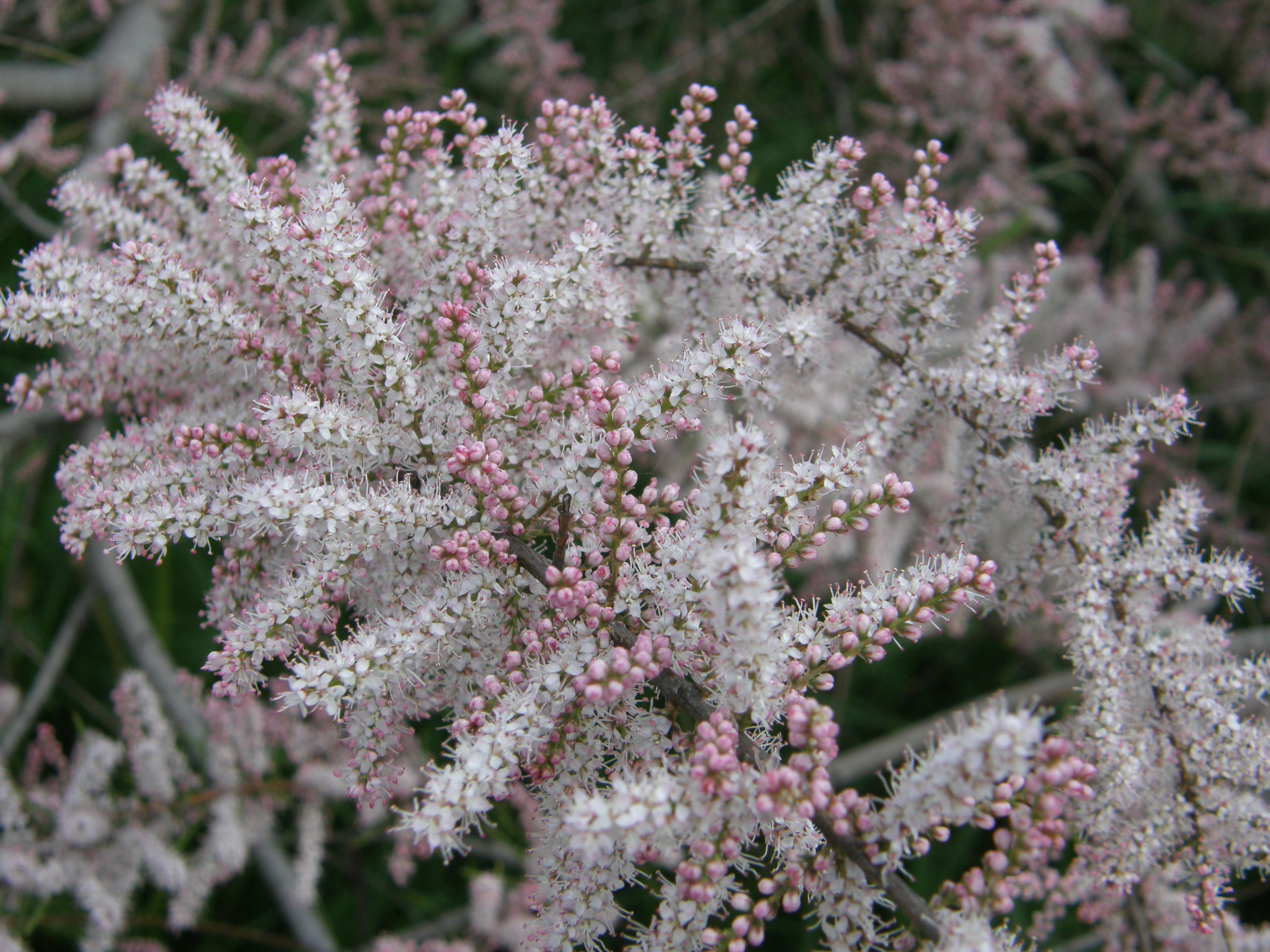
Цветочные кисти
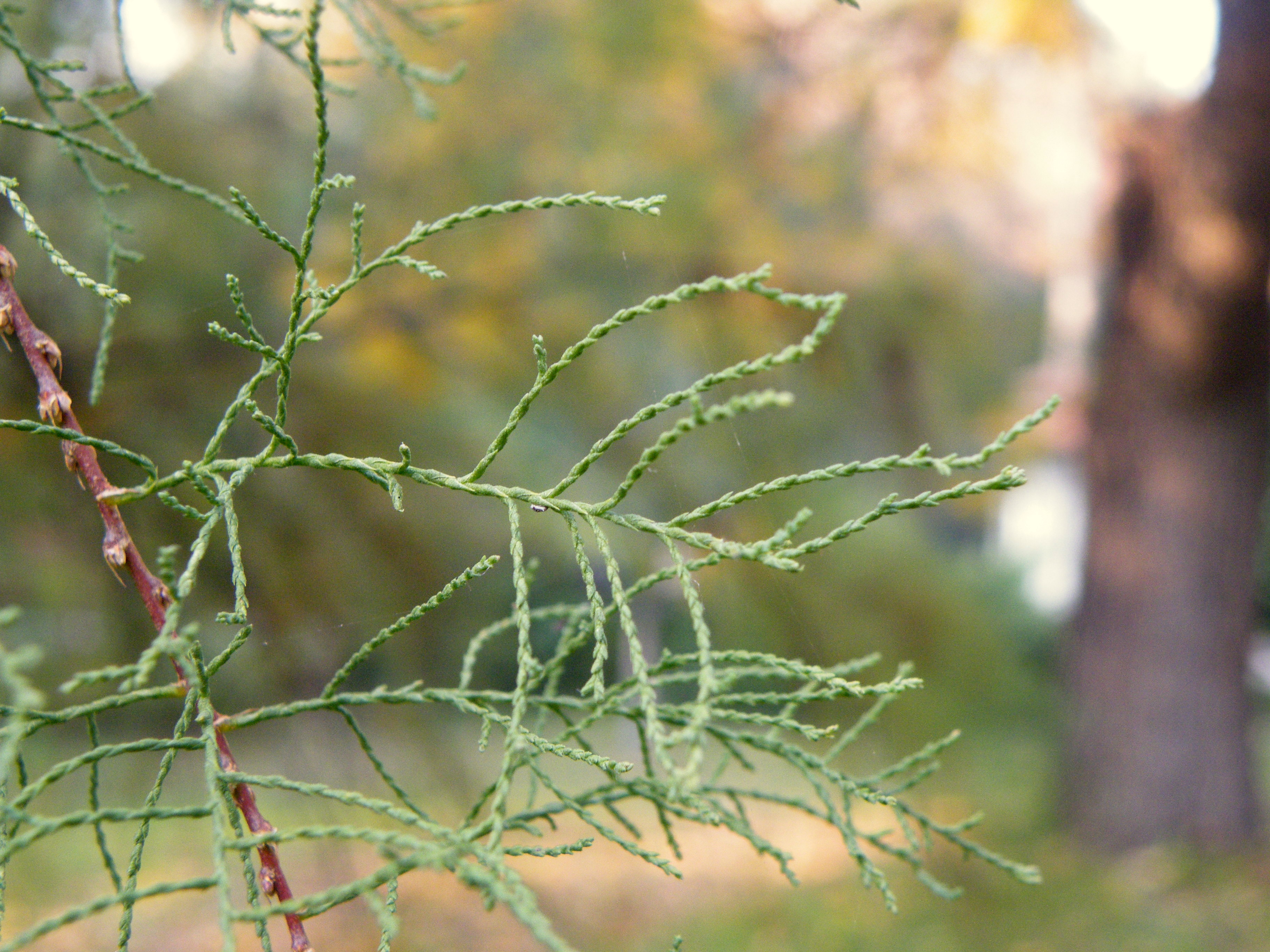
Облиственные побеги

## Распространение
Встречается в Хорватии, Греции, на Кипре, в Болгарии, Молдавии, на Украине, в России, Армении, Грузии, Турции и Сирии.(в Словакии).